# Турнеб, Одет де
Одет де Турнеб (фр. Odet de Turnèbe; 23 октября 1552, Париж — 20 июля 1581) — французский поэт, драматург.

## Биография
Сын Адриана Турнеба, филолога-гуманиста, поэта и переводчика. Получил хорошее образование, которое способствовало его карьере. В качестве адвоката работал в парижском парламенте, был первым председателем Валютного суда (Cour des monnaies).
Обладал врождённым остроумием и интеллектом. В Париже познакомился с представителями молодого французского литературного поколения, членами объединения «Плеяда», такими как Пьер де Ронсар, Жан Антуан де Баиф, Жан Дора, Реми Белло, Антуан дю Вердье и Франсуа де Бельфоре.
В возрасте 28 лет тяжело заболел лихорадкой и умер.

## Творчество
В 1580 году написал комедию в прозе Les Contents (опубликованную после его смерти), вдохновлённую произведениями его современника Пьера де Лариви, которая знаменует заметный прогресс по сравнению с сочинениями его предшественников.
Он также автор трёх сонетов, созданных под влиянием Франческо Петрарки (первый на французском, второй на итальянском и третий на испанском языках), стихотворения под названием La Puce (с использованием латинской версии своего имени — Одет де Турнебу) и двенадцати сонетов Sonets sur les ruines de Luzignan, адресованных Катрин Де-Рош, в которых объяснился ей в своей любви.
Ему приписывают знаменитую фразу «Любовь слепа».